# Sars-le-Bois

Sars-le-Bois este o comună în departamentul Pas-de-Calais, Franța. În 1 ianuarie 2022 avea o populație de 79 de locuitori.